# Bodanrück (Landschaftsschutzgebiet)
Der Bodanrück ist ein vom Landratsamt Konstanz am 1. Juli 1966 durch Verordnung ausgewiesenes Landschaftsschutzgebiet auf dem Gebiet der Städte Konstanz und Radolfzell sowie der Gemeinden Allensbach und Reichenau.

## Lage
Das 43,3 km² große Schutzgebiet liegt im äußersten Süden Baden-Württembergs auf dem Bodanrück, der Landzunge zwischen dem Überlinger See und dem Untersee. Das Gebiet gehört zum Naturraum Hegau.

## Landschaftscharakter
Die Landschaft des Bodanrücks wurde im Wesentlichen durch die eiszeitliche Vergletscherung des Bodenseebeckens geformt. Prägende Elemente der überwiegend bewaldeten, kuppigen Landschaft sind Drumlins und teils vermoorte Senken. Insbesondere im Bereich der Ortschaften und Gehöfte befinden sich auch landwirtschaftlich genutzte Flächen, die als Grünland bewirtschaftet werden oder auf denen Acker- und Obstbau betrieben wird.

## Zusammenhängende Schutzgebiete
In das Landschaftsschutzgebiet sind zahlreiche Naturschutzgebiete eingebettet. Das größte ist das Natur- und Landschaftsschutzgebiet Mindelsee zwischen Markelfingen und Möggingen. Im Süden grenzt auch das Naturschutzgebiet Wollmatinger Ried-Untersee-Gnadensee an. Das Gebiet grenzt unmittelbar an die beiden gleichnamigen Landschaftsschutzgebiete Bodenseeufer (verordnet durch den Landkreis Stockach) und Bodenseeufer (verordnet durch den Landkreis Konstanz) an. Das Landschaftsschutzgebiet überschneidet sich in großen Teilen mit dem FFH-Gebiet Bodanrück und westl. Bodensee und dem Vogelschutzgebiet Bodanrück.